# Aculepeira
Genre
Aculepeira est un genre d'araignées aranéomorphes de la famille des Araneidae.

## Distribution
Les espèces de ce genre se rencontrent en zone holarctique et néotropicale.

## Liste des espèces
Selon World Spider Catalog (version 24.5, 14/08/2023) :
- Aculepeira aculifera (O. Pickard-Cambridge, 1889)
- Aculepeira albovittata (Mello-Leitão, 1941)
- Aculepeira angeloi Álvares, Loyola & De Maria, 2005
- Aculepeira apa Levi, 1991
- Aculepeira armida (Audouin, 1826)
- Aculepeira azul Levi, 1991
- Aculepeira busu Levi, 1991
- Aculepeira carbonaria (L. Koch, 1869)
- Aculepeira carbonarioides (Keyserling, 1892)
- Aculepeira ceropegia (Walckenaer, 1802)
- Aculepeira escazu Levi, 1991
- Aculepeira gravabilis (O. Pickard-Cambridge, 1889)
- Aculepeira lapponica (Holm, 1945)
- Aculepeira luosangensis Yin, Wang, Xie & Peng, 1990
- Aculepeira machu Levi, 1991
- Aculepeira matsudae Tanikawa, 1994
- Aculepeira morenoae Rubio, Izquierdo & Piacentini, 2013
- Aculepeira packardi (Thorell, 1875)
- Aculepeira serpentina Guo & Zhang, 2010
- Aculepeira sogdiana (Charitonov, 1969)
- Aculepeira taibaishanensis Zhu & Wang, 1995
- Aculepeira talishia (Zawadsky, 1902)
- Aculepeira travassosi (Soares & Camargo, 1948)
- Aculepeira visite Levi, 1991
- Aculepeira vittata (Gerschman & Schiapelli, 1948)

## Systématique et taxinomie
Ce genre a été décrit par Chamberlin et Ivie en 1942 dans les Epeiridae.

## Publication originale
- Chamberlin & Ivie, 1942 : « A hundred new species of American spiders. » Bulletin of the University of Utah, vol. 32, no 13, p. 1-117.